# Merrill McCormick
William Merrill McCormick (Denver, 5 febbraio 1892 – San Gabriel, 19 agosto 1953) è stato un attore statunitense.

## Filmografia parziale

### Cinema
- The Last Chance, regia di Horace B. Carpenter (1926)
- A Son of the Desert, anche regista (1928)
- Le nuove avventure di Tarzan (The New Adventures of Tarzan), regia di Edward A. Kull (1935)
- Una diligenza per l'ovest (Winds of the Wasteland), regia di Mack V. Wright (1936)
- The Fighting Stallion, regia di Robert Emmett Tansey (1950)
- La ribelle del West (The Redhead from Wyoming), regia di Lee Sholem (1953)

### Televisione
- Cisco Kid (The Cisco Kid) - serie TV, 6 episodi (1950-1951)